# Поєніле-Бойней
Поєніле-Бойней (рум. Poienile Boinei) — село у повіті Караш-Северін в Румунії. Входить до складу комуни Шопоту-Ноу.
Село розташоване на відстані 336 км на захід від Бухареста, 56 км на південь від Решиці, 119 км на південний схід від Тімішоари.

## Населення
За даними перепису населення 2002 року у селі проживала 61 особа, усі — румуни. Усі жителі села рідною мовою назвали румунську.